# Präfekturpolizei Chiba

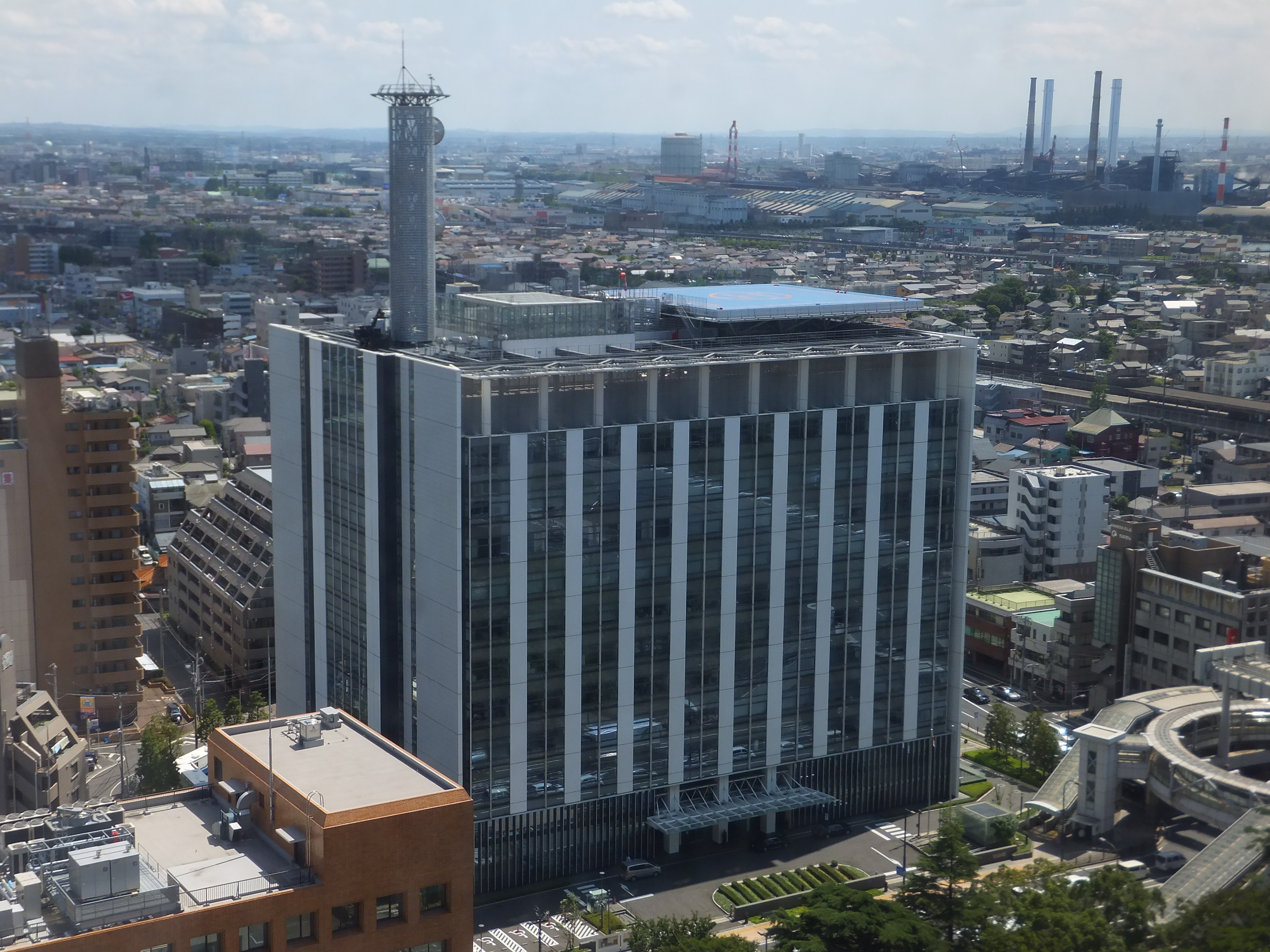
Das Präfekturpolizeihauptquartier Chiba (千葉県警察本部) in der Stadt Chiba

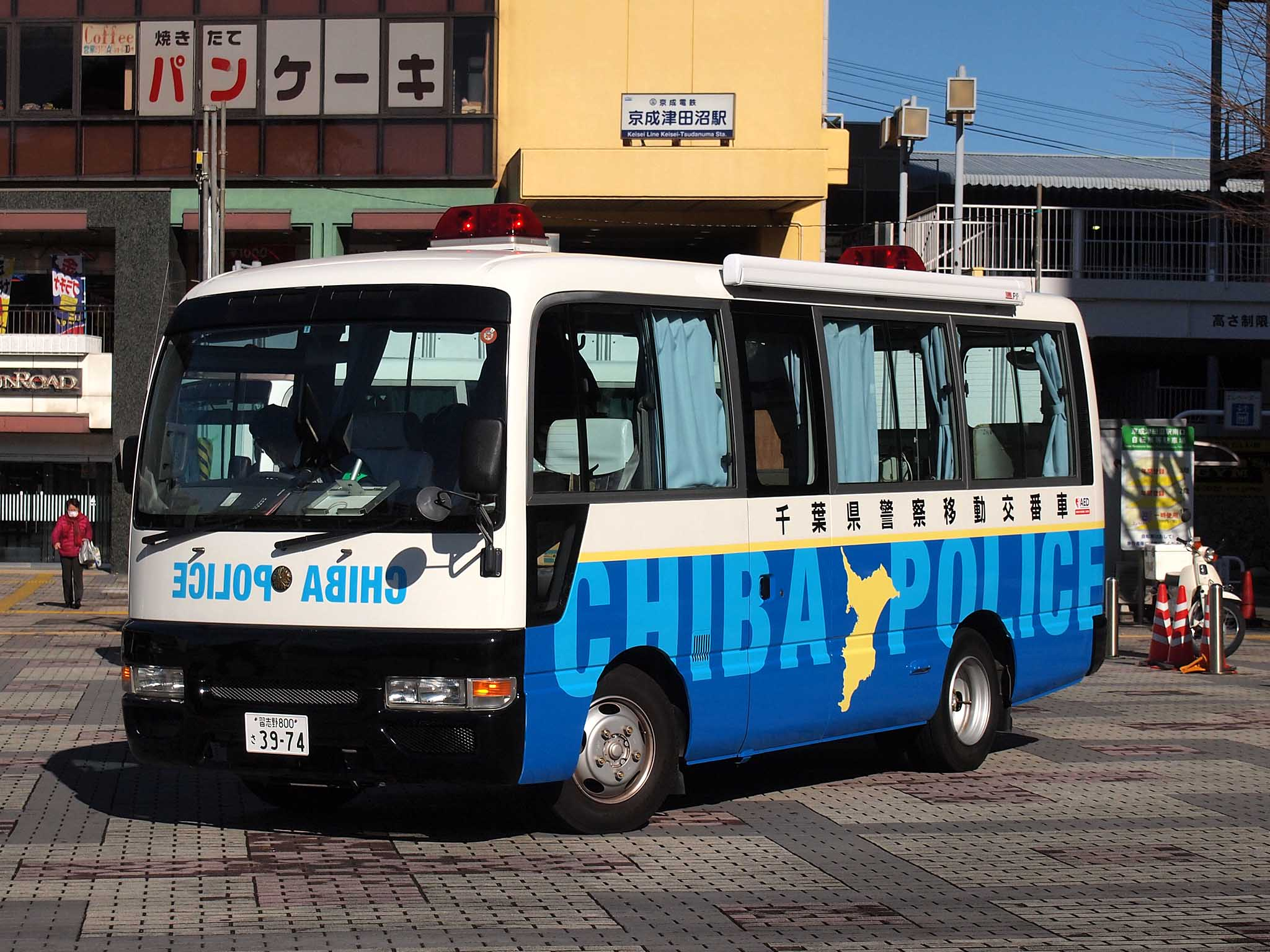
Ein „Mobil-Kōban-Wagen“ (移動交番車) der Polizei von Chiba

Die Präfekturpolizei Chiba (japanisch 千葉県警察 Chiba-ken keisatsu, kurz 千葉県警 Chiba kenkei) ist die Polizei der japanischen Präfektur (ken) Chiba. Wie in allen Präfekturen untersteht sie der Aufsicht der Kommission für öffentliche Sicherheit, die vom Gouverneur mit Zustimmung des Parlaments ernannt wird. Zur Koordination und Ausstattung durch die nationale Polizeibehörde gehört Chiba zum Polizeiaufsichtsbezirk Kantō (関東管区警察局 Kantō kanku keisatsu-kyoku; Zentrale in der Stadt Saitama, regionale Polizeischule in der Stadt Kodaira in Tokio).
Mit rund 12.000 Polizisten gehört die Präfekturpolizei von Chiba zu den größeren im Land. Es gibt in Chiba 39 Polizeireviere. Außerdem befindet sich in Chiba mit dem Flughafen Narita in der Stadt Narita der seit seiner Fertigstellung bisher wichtigste internationale Flughafen Japans, und die internationale Flughafensicherheitseinheit der Präfekturpolizei Chiba (成田国際空港警備隊 Narita kokusai kūkō keibitai), stellt auch für die Sicherheit an Flughäfen in anderen Präfekturen speziell ausgebildetes Personal zu anderen Präfekturpolizeien ab.